# قسم حومة الريفي (مقاطعة بم)
قسم حومة الريفي (بالفارسية: دهستان حومه) هي منطقة سكنية تقع في إيران في قسم. يقدر عدد سكانها بـ 13,296 نسمة .